# Jaderná elektrárna Vandellòs
Jaderná elektrárna Vandellòs (španělsky Central nuclear de Vandellós, katalánsky Central nuclear de Vandellòs) je jaderná elektrárna, která se nachází ve Španělsku, v provincii Tarragona v autonomním společenství Katalánsko. Nachází se na pobřeží Středozemního moře.

## První blok (Vandellòs I)
Výstavba prvního bloku započala v roce 1967 a skončila v roce 1972. První blok měl 1 reaktor UNGG o výkonu 480 MW (jednalo se o jediný takový reaktor mimo Francii). První blok byl odstaven po havárii v roce 1990, nyní se už nikde na světě takové reaktory nepoužívají. 

## Druhý blok (Vandellòs II)
Výstavba druhého bloku započala v roce 1981 a byl dokončen v roce 1988. Je na něm tlakovodní reaktor o výkonu 1087 MW. Licence mu končí v roce 2027.

## Majitelé
Elektrárna je ve společenství vlastníků, které se nazývá Asociación Nuclear Ascó-Vandellós a vlastní i jadernou elektrárnu Ascó. V tomto společenství jsou španělské energetické firmy Ibredrola a Endesa.